# Łomno-Majątek
Łomno-Majątek – część wsi Łomno w Polsce, położona w województwie świętokrzyskim, w powiecie starachowickim, w gminie Pawłów.
W latach 1975–1998 Łomno-Majątek administracyjnie należało do województwa kieleckiego.